# سیارک ۷۷۸۰
سیارک ۷۷۸۰ (به انگلیسی: 7780 Maren، نامگذاری:1993NJ) هفت هزار و هفتصد و هشتادمین سیارک کشف شده‌است که در ۱۵ ژوئیه ۱۹۹۳ کشف شد.
قدر مطلق سیارک برابر ۱۳٫۸۰ است.